# Luigi Toscano
Luigi Toscano (* 9. Mai 1972 in Mainz) ist ein italienisch-deutscher Fotograf und Filmemacher. Mit seinem Projekt Gegen das Vergessen, bei dem er mehr als 400 Holocaust-Überlebende persönlich getroffen, porträtiert und die Bilder an öffentlichen Orten ausgestellt hat, erregte er weltweite Aufmerksamkeit.

## Leben
Luigi Toscano wurde 1972 als ältestes von sieben Kindern sizilianischer Gastarbeiter geboren. Seine Eltern waren beide alkoholkrank, er floh von zu Hause, landete im Heim und wurde später kurz drogensüchtig. Nach dem Hauptschulabschluss übte er Tätigkeiten als Dachdecker, Türsteher und Fensterputzer aus und schlug dann eine künstlerische Laufbahn ein. Die technischen und handwerklichen Fertigkeiten eines Fotografen brachte er sich nach einem Grundkurs in Fotografie an einer Volkshochschule selbst bei. In seinen frühen Arbeiten konzentrierte er sich überwiegend auf die Betrachtung und Darstellung unbewegter Szenen und Objekte. Mittlerweile wird der Mensch zum Mittelpunkt seiner Bilder. Seit 2006 ist Luigi Toscano auch als Filmemacher tätig. Wie bei der Fotografie erarbeitete er sich die Technik in Eigenregie. Mit seiner Firma Luigi Toscano Production stellt er Dienstleistungen im Bereich Film, Video und Fotografie zur Verfügung.
Ausstellungen seiner Arbeiten fanden in Mannheim, New York, Pittsburgh, Paris, Kansas City, St, Louis, Leipzig, Dortmund, Heidelberg, San Francisco, Washington, Wien, Hannover, Düsseldorf, Berlin, Esslingen, Heidelberg, Stuttgart, Genf, Kiew und Dnipro statt.
Als erster Fotograf weltweit wurde Luigi Toscano 2021 von der UNESCO zum „Artist for peace“ ernannt. Ebenfalls 2021 wurde er mit der Verdienstmedaille der Bundesrepublik Deutschland ausgezeichnet.
Am 30. Januar 2025 kündigte er als Reaktion auf den CDU/CSU-Bundestagsantrag zur Migrationspolitik vom Vortag, der durch die Stimmen der laut Verfassungsschutz in Teilen gesichert rechtsextremen AfD eine Mehrheit erhielt, die Rückgabe seiner Bundesverdienstmedaille an. Die Ankündigung erfolgte zusammen mit seinem Freund, dem Holocaust-Überlebenden Albrecht Weinberg, der die Rückgabe seines Bundesverdienstkreuzes ankündigte. Am 11. Februar 2025 setzte er seine Ankündigung schließlich um.
Toscano lebt und arbeitet in Mannheim.

## Gegen das Vergessen
Mit seiner Ausstellung Gegen das Vergessen mit Aufnahmen von mehr als 400 traumatisierten Überlebenden des Holocaust in der Zeit des Nationalsozialismus, die er persönlich getroffen, porträtiert und die Bilder an öffentlichen Orten ausgestellt hat, erregte er weltweite Aufmerksamkeit. Vom 6. bis 31. Mai 2019 wurde diese am Wiener Burgring gezeigt und dreimal von unbekannten Tätern beschädigt. Nach dem dritten Angriff – die örtliche Polizei hatte sich geweigert zu kommen – organisierten mehrere Freiwilligenorganisationen Mahnwachen zum Schutz der Ausstellung, auch Bundespräsident Alexander Van der Bellen kam. Toscanos Botschaft nennt sich: Zeigt Haltung! Im Zuge der Gespräche mit den Überlebenden und dem Schrecken dessen was er hörte, wurde er selbst krank, bekam einen Hörsturz und hatte psychosomatische Probleme.
Bei einer Israelreise im Januar 2024 hat er Überlebende des Kibbuz Nir Oz fotografiert. Er fing Gesichter in einem Moment des Nachdenkens, des Insichgekehrtseins ein und hat die Serie „Black Shabbat“ genannt.

## Fotoprojekte
Toscano hat mehrere Bildbände veröffentlicht:
- Colorblind (2003)
- 72 Stunden Prag (2003)
- 72 Stunden NYC (2004)
- 72 Stunden Mannheim (2004)
- „Details“ – Sport (Athen Olympische Spiele 2004)
- 72 Stunden Jim Clark (2005)
- SAP-Inside (Cebit Hannover) (2005)
- 72 Stunden Istanbul (2006)
- 72 Stunden Shanghai (2006)
- Inszenierung des Werksgeländes der Glaab-Brauerei (2006)
- 72 Stunden Teheran (2007)
- Reloaded (2007)
- Augenprojekt für die Firma Hengstenberg
- Bandfotografie diverse (2003–2006) Cinnamon Love Candy, Laith Al-Deen, Mini Mousse Tasche, Sprachtot, Stadtranderholung, Tom Keller
- „People are people“ – Menschen und Momente rund um Playing the angel Tour von Depeche Mode (2005/2006)
- „Details“ – Individuals of electronic Lifestyle (2006) (Mit Sven Väth, Chris Liebing, Richie Hawtin, Mougwai, Tiefschwarz, Seebase, Nekes usw.)
- Modeschöpfer trifft Fotokünstler Esteticar – Video und Fotoprojekt mit dem Modehaus Orwell
- Coverfotografie (neues Programm 2007) mit dem Comedian Bülent Ceylan
- Coverfotografie Thomas Siffling TRIO „Cruisen“
- Bülent Ceylan „Backstage“ (2008)
- Der Türsteher Komplex (2009)
- Kaugummiautomaten und Pistolen (2010)
- Vaterland (2010)
- Daywalker (2010)
- Eastside (2010)
- Gründer der Galerie Art Monkeys (2011)
- Pizzart Performance (2013)
- Heimat_Asyl (2014)
- Gegen das Vergessen (2015)
- Schwarzer Zucker Rotes Blut

## Videoprojekte
- Tom Keller: „Here comes the rain again“
- Tobias Pender: „Chill“
- Dirk Schneider aka Quesh: „New York Ghetto Bitch“
- Cinnamon loves candy - „You rip my life away“
- Videoanimation: „People are People“
- Videoanimation „72 Stunden Istanbul“
- Videoanimation „72 Stunden Mannheim“ für Laith al Deen Deutschlandtour 2005
- Videoproduktion für Laith al Deen Live in Hanau (2006)

## Filme
- „Wir sind Mannheim“ (Imagefilm Stadtmarketing Mannheim)
- „Transmission“ (2009)
- „Gegen das Vergessen“ (Dokumentarfilm)
- Schwarzer Zucker Rotes Blut (Dokumentarfilm) 2023

## Veröffentlichungen
- Bildband „72 Stunden“ (2007), Kunstanstifter Verlag
- Kochbildband „Cusine d'auteur“ von Gregor Ruppenthal, Foodfotografie (2007), Kunstanstifter Verlag
- Bildband „Backstage“ mit dem Mannheimer Comedian Bülent Ceylan (2008)
- Bildband „Gegen das Vergessen“, Edition Panorama
- Bildband "Gegen das Vergessen" Zweite Auflage Edition Panorama